# Raymond Froggatt
Raymond William Froggatt (Bordesley Green (Birmingham), 13 november 1941 – Shrewsbury (Engeland), 23 juli 2023) was een Britse zanger en songwriter.

## Carrière
Froggatt begon rock-'n-roll te spelen tijdens de vroege jaren 1960, voordat hij zijn focus verlegde naar de country en western. Zijn band, aanvankelijk bekend als The Buccaneers, later Monopoly en uiteindelijk The Raymond Froggatt Band, wiens bassist Louis Clark bassist werd bij het latere Electric Light Orchestra en Hooked on Classics, werd gecontracteerd door Polydor in 1964. Hoewel hitsucces hen ontging, had The Dave Clark Five een nummer 7-hit in de Britse hitlijst met Froggatts The Red Balloon (1968). Zijn eigen versie Callow-la-vita bereikte de 3e plaats in Nederland. In Frankrijk had Marie Laforêt succes met de Franstalige versie Que calor la vida. 
Een andere Froggatt-song Big Ship werd een hit voor Cliff Richard in 1969.
Tijdens de jaren 1970 was Don Arden manager van de band, in de hoop om door te breken in het muziekcircuit van de Verenigde Staten, maar dit experiment leidde tot de ontbinding van de band. Ook Running Water uit 1972 werd geen grote hit.
Hij werd later een internationaal erkend countrymuzikant en bracht nog meer dan twintig albums uit, waaronder Heres to Everyone (1993), bij zijn label Red Balloon Records. Froggatts autobiografie Raymond Who, volgde in 1995.

## Privéleven
Froggatt woonde in Telford.
Froggatt overleed op 81-jarige leeftijd  in het Shrewsbury Hospital.

## NPO Radio 2 Top 2000
| Nummer met noteringen in de NPO Radio 2 Top 2000 | '99  | '00  | '01  | '02  | '03  |
| ------------------------------------------------ | ---- | ---- | ---- | ---- | ---- |
| Callow-la-vita                                   | 1687 | 1759 | 1798 | 1745 | 1942 |

1. ↑  Een vetgedrukt getal geeft de hoogste notering aan.
2. ↑  Deze tabel is bijgewerkt tot en met de laatste editie (2024).

- Biblioteca Nacional de España: XX1792901
- Gemeinsame Normdatei: 119356341
- International Standard Name Identifier: 0000 0000 6089 3550
- Library of Congress Control Number: no98035760
- MusicBrainz: 3b9ec608-24c4-45dd-b6ee-e6c92d0da620
- Nationale Bibliotheek van Tsjechië: xx0182664
- Nationale bibliotheek van Australië: 63922635
- Virtual International Authority File: 87585245
- WorldCat: E39PBJbCGdwfpdwxxyPTdCR3Qq